# John Sculley
John Sculley (sinh ngày 06 tháng 4 năm 1939) là một doanh nhân người Mỹ. Ông từng là phó chủ tịch (1970-1977) và chủ tịch của PepsiCo (1977-1983), cho đến khi ông trở thành Giám đốc điều hành của Apple vào ngày 08 tháng 4 năm 1983, một vị trí ông đã ở cho đến khi rời đi vào năm 1993. Trong năm 1987, Sculley là giám đốc điều hành được trả tiền cao nhất Silicon Valley, với một mức lương hàng năm là 2,2 triệu USD.
Doanh thu của Apple tăng từ 800 triệu USD đến 8 tỷ USD khi Apple thuộc quản lý của ông. Tuy nhiên, những hoạt động trong thời gian làm việc của ông tại Apple vẫn còn là chủ đề gây tranh cãi do sự quyết định từ bỏ của ông ra khỏi cấu trúc bán hàng được sáng lập bởi Steve Jobs, đặc biệt liên quan đến quyết định của Sculley cạnh tranh với IBM trong việc bán máy tính cùng một loại khách hàng. Ông cuối cùng đã buộc phải rời Apple trong năm 1993 khi lợi nhuận của công ty bị đi xuống thê thảm, doanh số bán hàng giảm và giá cổ phiếu giảm.
Sculley hiện là một đối tác trong Sculley Brothers, một công ty đầu tư tư nhân được hình thành vào năm 1995. Ông được biết đến với kỹ năng tiếp thị của mình, đặc biệt trong phần giới thiệu của "Pepsi Challenge" tại PepsiCo, cho phép các công ty để đạt được thị phần từ chính đối thủ Coca Cola. Ông đã sử dụng chiến lược tiếp thị tương tự như vậy trong suốt những năm 1980 và năm 1990 tại Apple khi bán máy tính cá nhân MacIntosh.